# Skrytěnka bodlinatá

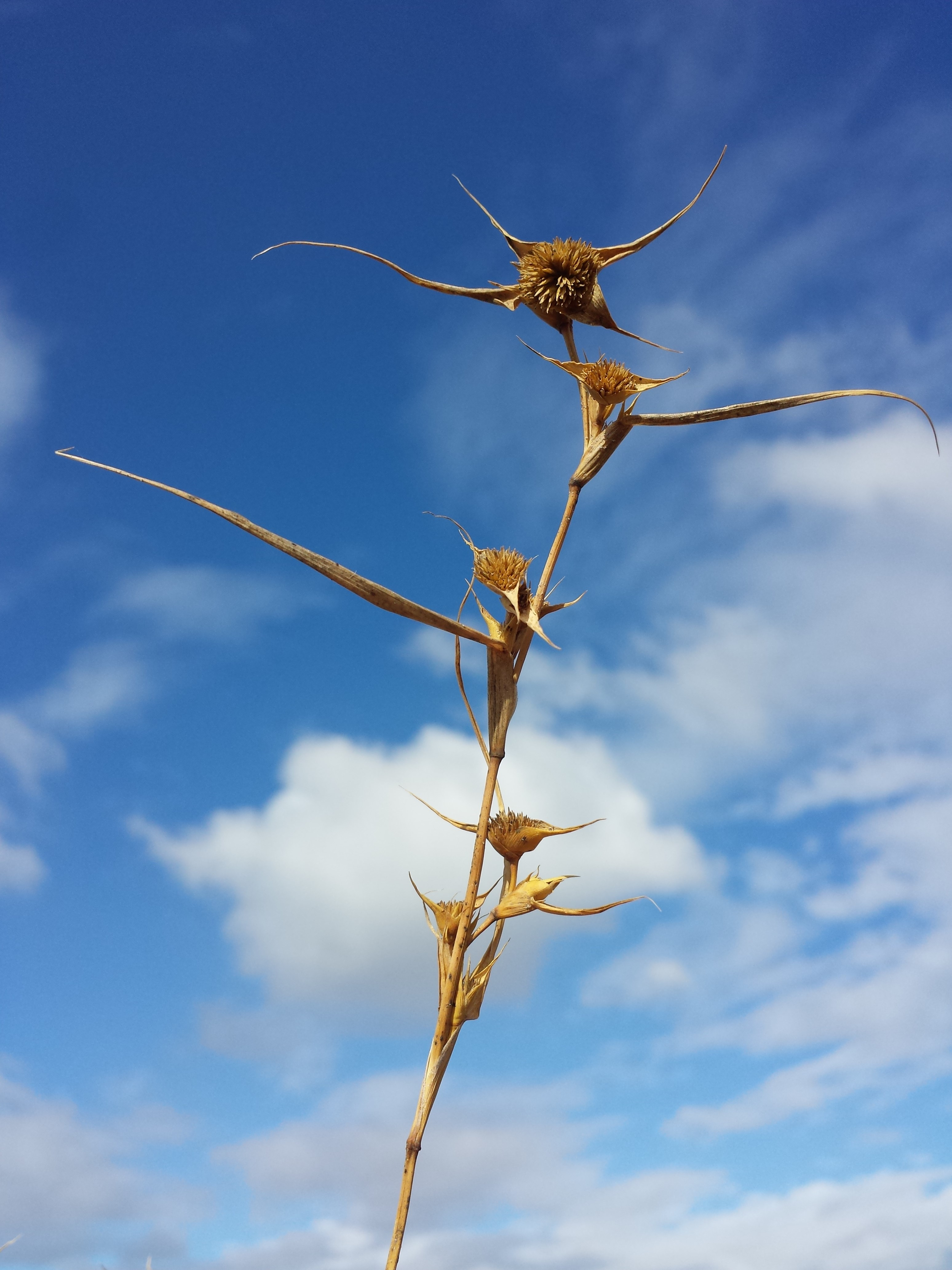
Lodyha s odkvetlými květenstvími

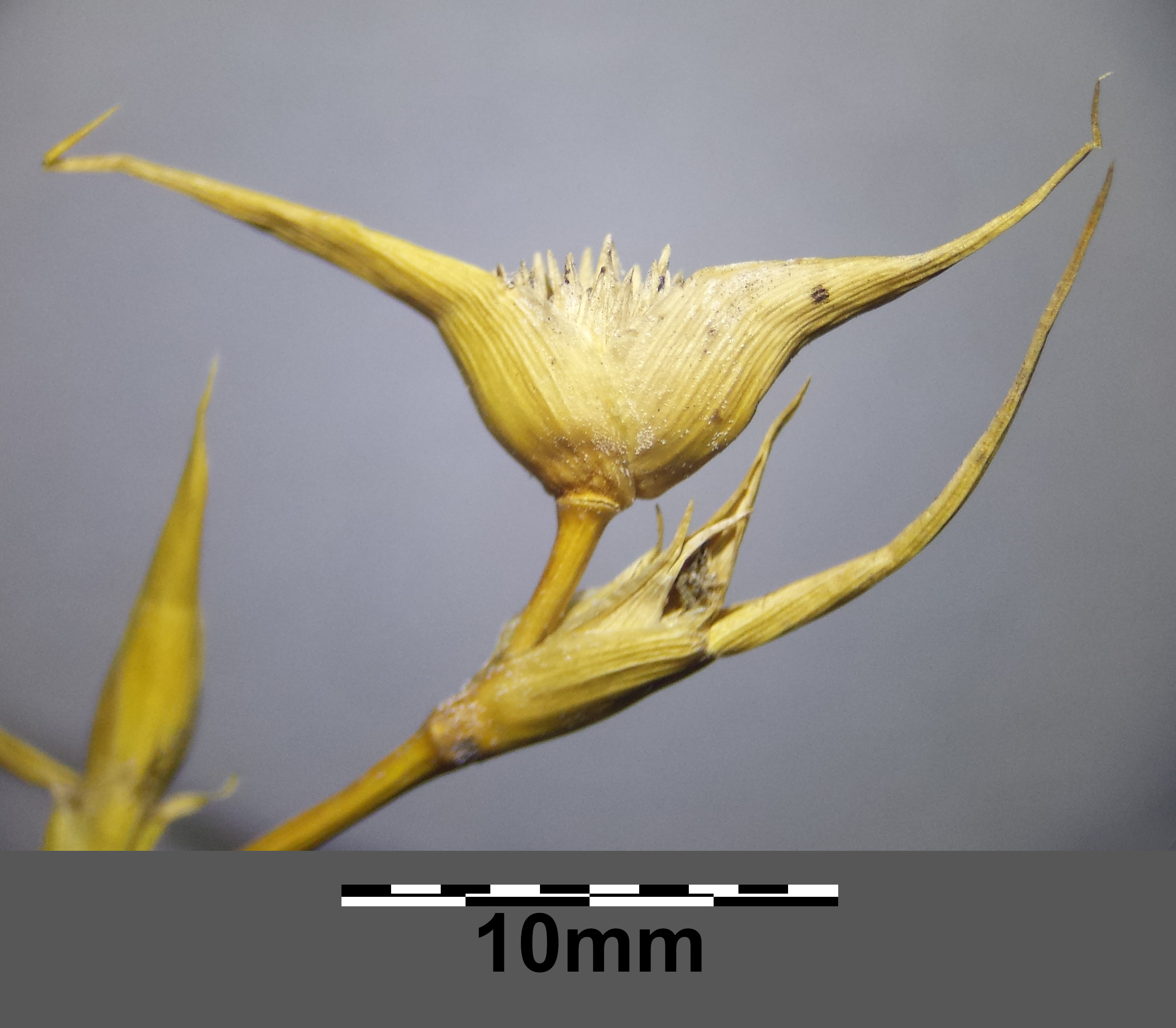
Odkvetlé květenství

Skrytěnka bodlinatá (Crypsis aculeata) je jednoletá nevysoká poléhavá tráva rostoucí v trsech. Vyskytuje se na slaniscích, na přeplavovaných a následně vysychavých mokřadních biotopech a je řazená mezi obligátní halofilní rostliny (halofyty). Je zástupcem flory, jež si k životu účelově vybírá právě tato nehostinná místa. Skrytěnka bodlinatá totiž ve své blízkosti nesnáší konkurenční rostliny, a proto volí k růstu místa, kde množství soli likviduje většinu ostatních rostlin.
Tato travina patří v rané fází životního cyklu mezi konkurenčně velmi slabé druhy, které se dlouhodobě neudrží ve vegetaci vzrůstnějších rostlin. Adaptovala se proto na místa s nepříznivými životními podmínkami, které neumožňují růst silným konkurenčním rostlinám. V české přírodě se tento druh vyskytuje velice vzácně a je Červeným seznamem cévnatých rostlin České republiky z roku 2017 považován za kriticky ohrožený druh.

## Rozšíření
Tato vegetace se ve větším rozsahu vyskytuje na slaniscích v jižní a východní Evropě a dále v jihozápadní Asii, na Kavkaze, ve Střední Asii, Východní Asii, na jižní Sibiři, v Mongolsku, Číně a také na Indickém subkontinentu. Roste také v Africe, hlavně na severu kontinentu a současně i na západě a severovýchodě v tropickém pásu. Vyskytuje se v teplých nížinných oblastech do nadmořské výšky 200 m n. m.
V Česku rostla skrytěnka bodlinatá v minulosti asi na třiceti lokalitách, v současnosti se vyskytují pouze na jižní Moravě, kudy probíhá severozápadní hranice jejího areálu. Zachovala se pouze v národní přírodní rezervaci Slanisko u rybníka Nesyt u obce Sedlec a na revitalizovaném slanisku Zápověď nedaleko Terezína u Čejče. Na nedalekém Slovensku rostla v minulosti roztroušeně v Podunajské nížině od Dunajské Stredy po Štúrovo, v současnosti je její výskyt omezen je na dvě malé lokality u Tvrdošovců poblíž Nových Zámků.

## Ekologie
Tento obligátní halofyt obvykle vyrůstá na půdách hutných, hlinitých až jílovitých, na jaře vlhkých a později hodně suchých. Tyto půdy jsou silně zásobené solemi, převážně sírany, které vystupují z třetihorních podzemních jezer na povrch, a protože se často jedná o bezodtokovou soustavu nedochází k jejich odplavování. Koncentraci solí také usnadňuje kontinentální podnebí, které se projevuje vysokými letními teplotami zvyšujícími odpařování vody a současně malými dešťovými srážkami, asi do 570 mm, které nepostačují k odplaveni solí. Na obnažených dnech rybníků s početnou populací vodního ptactva zase bývá vysoký obsah dusičnanů z jejich trusu.
Jednoletý terofyt vyskytující se nejčastěji na obnažených okrajích a vyschlých dnech vodních nádrží i periodických kaluží, na slaniscích, ve vysychajících příkopech, v teplých oblastech s výskytem slanomilné květeny, které bývají periodicky na jaře zaplavované a později přirozeně vysychají. Tím se postupně zvyšuje zasolení půdního horizontu. Tato místa přirozeného výskytu bývají na jaře zabahněná a po druhou část vegetační sezóny jsou sice suchá, ale pod povrchem bývají slabě vlhká.
Travina se začíná ze semen vyvíjet až po poklesu vodní hladiny, což nastává koncem jara a ve vrcholném létu, optimálního růstu dosahuje až v pozdním létě a počátkem podzimu. Kvete od konce července do září. Pokud je periodicita pravidelného střídání záplav a vysychání narušena, tato fytocenóza může zaniknout. Pokud se po nějaké době tento cyklus restartuje, může se vegetace ze semen uložených v půdní bance obnovit.
Skrytěnka bodlinatá má počet chromozomů 2n = 18 a jejich stupeň ploidie x = 2.

## Popis
Jednoletá trsnatá tráva vysoká 5 až 10 cm. Má mírně zploštělá poléhavá až vystoupavá stébla, která jsou rozložená do kruhu a bývají dlouhá od 5 do 40 cm. Rostliny rostoucí jednotlivě na plném slunci vytvářejí formy rozprostřené a poléhavé, kdežto rostliny v zastínění mívají stébla vzpřímená. Stébla jsou střídavě porostlá celistvými jednoduchými listy, které vyrůstají z nafouknutých pochev, jejich jazýček je nahrazen pouhou řadou chloupků. Listy jsou úzce kopinaté, poměrně tuhé, šedozelené, široké průměrně 3 mm, oboustranně holé či roztroušeně chlupaté a jsou ukončené tuhým bodavým hrotem.
Na květných stvolech vyrůstají hustá kulovitá květenství, tvořená hlávkou několika klásků, která bývají asi do poloviny zahalena pochvami dvou až třech horních listů. Žlutavé jednokvěté klásky jsou úzce kopinaté, zploštělé a jejich květy mají po dvou tyčinkách s prašníky. Pérovité blizny, vyrůstající z vejčitého semeníku, ční z vrcholku klásku. Plevy jsou nestejné, kopinaté a po okraji brvité, jednožilná plucha bývá tvrdá a lesklá, všechny jsou bezosinné. K opylování květů dochází větrem.
Plodem je drobná, okoralá, elipsoidní, podélně rýhovaná obilka hnědé barvy, dlouhá asi 1,5 mm. Na rostlině se počet květenství pohybuje od nižších jednotek do vyšších desítek. Ve vrcholových květenstvích bývají vyšší desítky plodů, v bočních květenstvích vyšší jednotky nebo nízké desítky plodů. Hmotnost tisíce semen je asi 370 gramů, mnohem lépe klíčí na světle a jejich klíčivost klesá s časem jen pomalu.
Název „skrytěnka“ pochází z faktu, že květenství bývá svou spodní polovinou více méně ukryto v břichatých pochvách nejhořejších listů, kdežto druhové jméno „bodlinatá“ odkazuje na bodavý hrot konce listů.

## Ohrožení
Změny v krajině probíhající koncem 19. a v průběhu 20. století, hlavně rekultivace polí, vysušování jezírek i rybníčků a úprava koryt vodních toků, značně urychlily likvidaci slanisek. Ta byla často odvodněná a přeměněná na ornou půdu nebo osetá vytrvalými trávními porosty. Tím se reálně zmenšil počet míst, na který tento druh může vyrůstat.